# Старий Лог (Словенська Бистриця)
Старий Лог (словен. Stari Log) — поселення в общині Словенська Бистриця, Подравський регіон‎, Словенія.